# Běrunice
Běrunice är en ort i Tjeckien.   Den ligger i regionen Mellersta Böhmen, i den centrala delen av landet, 70 km öster om huvudstaden Prag. Běrunice ligger 219 meter över havet och antalet invånare är 876.
Terrängen runt Běrunice är platt. Runt Běrunice är det ganska glesbefolkat, med 34 invånare per kvadratkilometer. Närmaste större samhälle är Kolín, 19,9 km sydväst om Běrunice. Trakten runt Běrunice består till största delen av jordbruksmark.